# Matthias Flacius
Matthias Flacius Illyricus (хрв. Matija Vlačić Ilirik) или Франковић (хрв. Franković ) (3. март 1520 — 11. март 1575) био је лутерански реформатор из Истре, данашња Хрватска. Био је запажен као теолог и као научник због свог уредничког рада о Magdeburg Centuries.. Понекад је био у оштром неслагању са својим колегама лутеранима,

## Породични живот
Године 1545, док је био у Витенбергу, Влачић се оженио пасторовом ћерком. Са првом женом имао је дванаесторо деце пре него што је умрла 1564. Исте године се поново оженио у Регенсбургу и са другом женом добио још шесторо деце. Његов син Matthias Flacius Junior је био професор логике и медицине у Ростоку.

## Дела
- De vocabulo fidei (1549)
- De voce et re fidei (1555)
- Antilogia Papae: hoc est, de corrupto Ecclesiae statu et totius cleri papistici perversitate, Scripta aliquot veterum authorum, ante annos plus minus CCC, et interea: nunc primum in lucem eruta, et ab interitu vindicata (1555)
- Catalogus testium veritatis, qui ante nostram aetatem reclamarunt Papae (1556)
- Confessio Waldensium (1568)
- Konfutationsbuch (1559)
- Ecclesiastica historia, integram Ecclesiae Christi ideam ... secundum singulas Centurias, perspicuo ordine complectens ... ex vetustissimis historicis ...congesta: Per aliquot studiosos et pios viros in urbe Magdeburgica (1559–1574)
- Clavis Scripturae Sacrae seu de Sermone Sacrarum literarum (1567)
- Glossa compendiaria in Novum Testamentum (1570)